# HŠK Građanski Zagreb
El Građanski Zagreb, nom complet Prvi Hrvatski Građanski Športski Klub (1.HGŠK), (Primer Club Esportiu dels Ciutadans Croats), fou un club croat de futbol de la ciutat de Zagreb.

## Història
El club fou fundat a Zagreb el 1911. Fou una entitat especialment reeixida en el període d'entreguerres. Fou campió de la lliga iugoslava cinc cops, els anys 1923, 1926, 1928, 1937 i 1940.
Després de 1945, el club es va desfer i la majoria dels seus jugadors s'uniren al FK Partizan de Belgrad. La resta dels jugadors s'uniren al nou club Dinamo de Zagreb, el qual adoptà eventualment l'uniforme del club i l'escut el 1969. També n'adoptà el nom, breument, als noranta.

## Entrenadors destacats
- Márton Bukovi:1935-45

## Palmarès
- 5 Lliga iugoslava de futbol: 1923, 1926, 1928, 1937, 1940
- 2 Lliga croata de futbol: 1941 (campionat no finalitzat), 1943